# Dokumentarfilmer
Dokumentarfilmer ist die Bezeichnung für den hauptverantwortlichen Gestalter eines Dokumentarfilms, als Regisseur und meist auch als Drehbuchautor.  Er ist oft auch als Erzähler zu hören, in einigen  Reportagen auch  zu sehen 
Viele Dokumentarfilmer haben eine Ausbildung an einer Filmhochschule absolviert, einige waren vorher auch  als Journalist, Wissenschaftler oder Künstler tätig. 
Ihre Tätigkeit bei der Entwicklung eines Films beginnt mit der Entwicklung der Idee, der Recherche, dann folgen die Aufnahmen bzw. die Zusammenstellung von Archivaufnahmen, der  Schnitt und  schließlich die  Endgestaltung mit Kommentaren und Musik.
Einige Dokumentarfilmer, vor allem Natur- und Tierfilmer, waren vorher Kameraleute, sie haben ein besonders Interesse an  beeindruckenden Landschaftsaufnahmen.
Für Filmemacher ist es wichtig, Geld- bzw. Auftraggeber für ihre Projekte zu finden. Einige gründen dafür eine eigene Filmproduktionsgesellschaft, die dann häufig in Kooperation mit Fernsehanstalten und weiteren Produktionsgesellschaften und gegebenenfalls auch mit Fördermitteln die Filme finanzieren.